# John James Sainsbury
John James Sainsbury (* 12. Juni 1844 in Lambeth; † 9. Januar 1928) war ein britischer Unternehmer.  Er begründete die britische Supermarktkette Sainsbury’s.
Er begann mit einem Geschäft in Holborn, City of London. Zum Zeitpunkt seines Todes hatte das Unternehmen über 200 Filialen. Heute gehören der J Sainsbury plc (börsennotiert seit 1973) 934 Geschäfte an, davon sind 557 Supermärkte und 377 (kleinere) Verbrauchermärkte. Seine Nachfahren besitzen noch 21 % der Anteile der Firma.

## Nachweise
1. 1 2  John James Sainsbury, www.spartacus.schoolnet.co.uk
2. ↑  Website J Sainsbury plc – Key facts (2011) (Memento vom 18. August 2011 im Internet Archive)

| Personendaten    | Personendaten          |
| ---------------- | ---------------------- |
| NAME             | Sainsbury, John James  |
| KURZBESCHREIBUNG | britischer Unternehmer |
| GEBURTSDATUM     | 12. Juni 1844          |
| GEBURTSORT       | Lambeth                |
| STERBEDATUM      | 9. Januar 1928         |